# Castillo de Quéribus

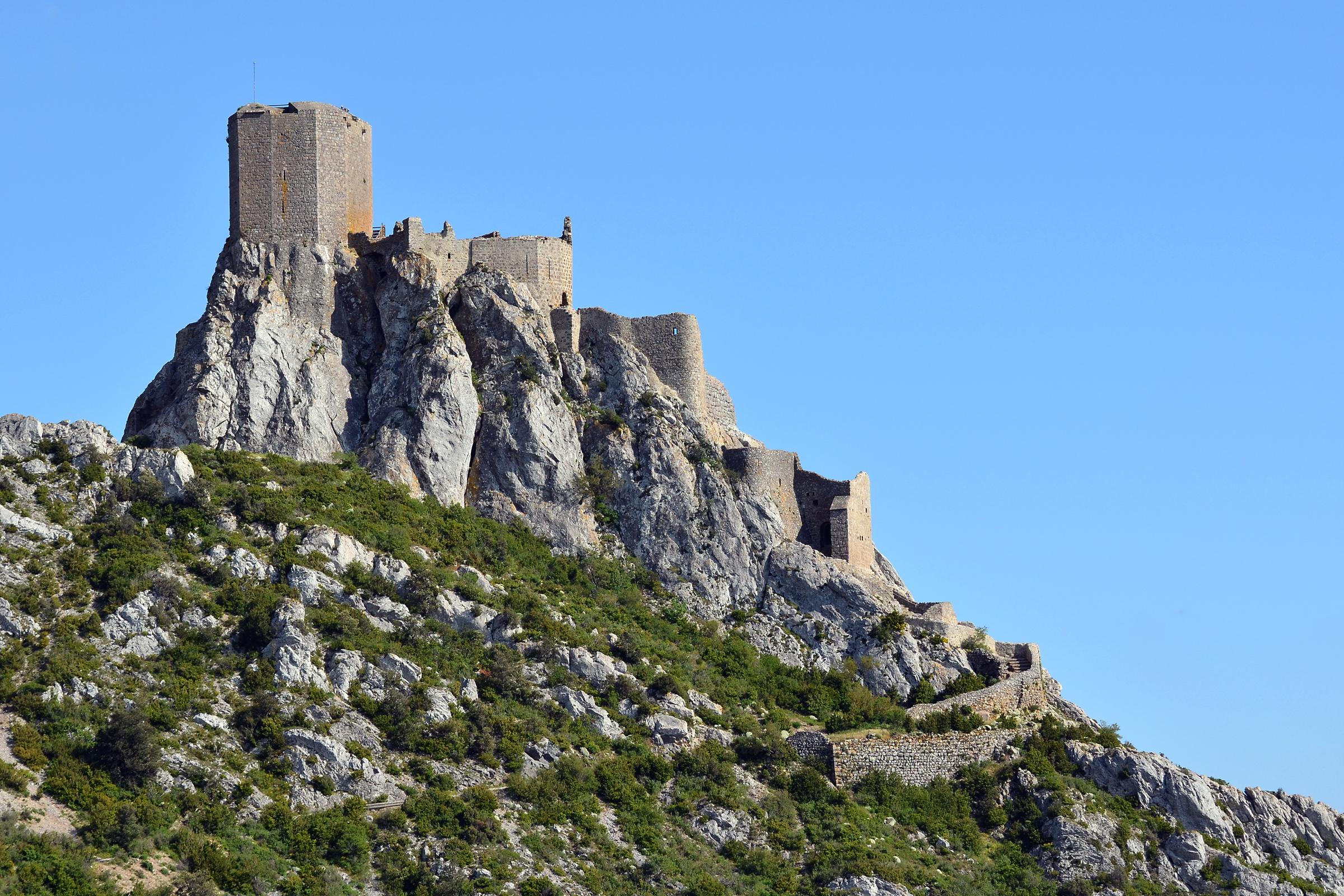
El castillo sobre el acantilado.

El castillo de Quéribus (en occitano Castèl de Querbús), es un castillo cátaro situado en el municipio de Cucugnan (Languedoc), al límite con el de Maury (Fenolleda), situado a 728 metros de altitud, dominando por levante el Grau de Maury, en el departamento del Aude.

## Historia

### Los orígenes
En la época Carolingia, Cucugnan formaba parte del Perapertusés, que era una subdivisión del condado de Rasés, y también pertenecía a los condes de Carcasona. En 980, después de la guerra de Rasés, una gran parte del Perapertusés formaba parte del condado de Cerdaña-Besalú.
El nombre del castillo significa roca de los bojes y se menciona por primera vez en 1020, en el testamento de Bernard Tallaferro. En esta fecha, el castrum forma parte del vizcondado de Fenollet. En 1111, el conde de Barcelona Ramón Berenguer III hereda el condado de Besalú y por lo tanto los derechos feudales sobre el vizcondado de Fenolleda y Quéribus. Ramiro II de Aragón, lo adquirió por matrimonio en el año 1137. En 1162 cuando se forma la corona de Aragón, Quéribus es una de las principales fortalezas aragonesas al norte de los Pirineos. Asimismo con la anexión a la corona del condado del Rosellón en 1172, el papel de Quéribus disminuye. Al final del siglo XII, el vizcondado de Fenollet es incluido en el vizcondado de Narbona por el rey Pedro II de Aragón (Pedro el Católico).

### El castillo y las cruzadas

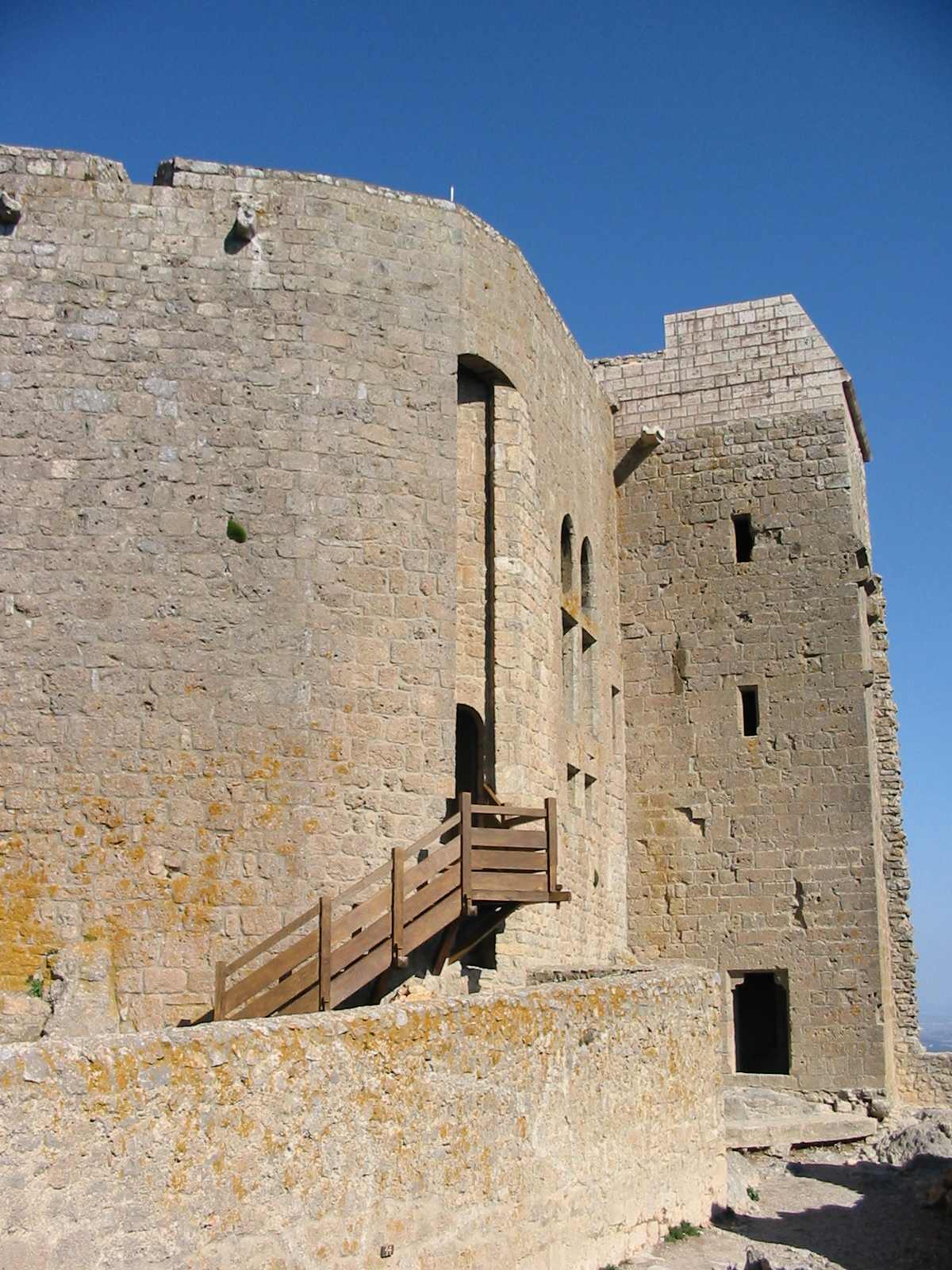
El torreón.

En el momento de la cruzada albigense arrancada en 1209, el castillo era propiedad del caballero Xabert de Barbaira, hereje notorio y arisco oponiendo a los cruzados. Se convirtió en un refugio para los religiosos cátaros: Benévolo de Termes, diácono y después obispo cátaro del Rasés reside en 1230 y quizás hasta su muerte antes de 1233. Es uno de los últimos castillos cátaros, junto con el castillo de Puillorenç, en acoger responsables de la iglesia cátara después de la caída de Montsegur. El vizcondado de Fenolleda es por otro lado todavía bajo la protección del señor del Rosellón, Nuño Sanz, que actúa como intermediario de cara al rey de Francia. A la muerte de Nuño en 1241, su primo el rey Jaime el Conquistador hereda el Rosellón y abandona su política de protección de las Fenolledas. El rey Luis IX ordena al senescal de Carcasona, Pierre d'Auteuil, apoderarse del castillo. La conducción de las operaciones es confiada a Olivier de Termes, que conoce el lugar y su defensor. Después de un asedio en el que no se pudo rendir el castillo, Xabert de Barbaira acude a Olivier e intercambia su libertad y la de los habitantes del castillo por la rendición del castillo, en mayo de 1255. El castillo deviene entonces en una fortaleza real provista de una guarnición.
Con la caída de Quéribus, se daba por finalizada la Cruzada. Oficialmente también se consideraba que se había acabado el catarismo: hay un gran interés en proclamar que el último castillo cátaro había sido conquistado y que el último bastión cátaro se había donado a los franceses. Pero cien años después de la caída de Quéribus, todavía se estaban juzgando cátaros en los tribunales de la Inquisición. La importancia real del capítulo de Quéribus reside en el hecho que se trata del último castillo o fortaleza que quedaba en manos occitanas, y por lo tanto acababa la obra de ocupación francesa en el Languedoc. Queribus es un punto final militar y político.

### Fortaleza francesa

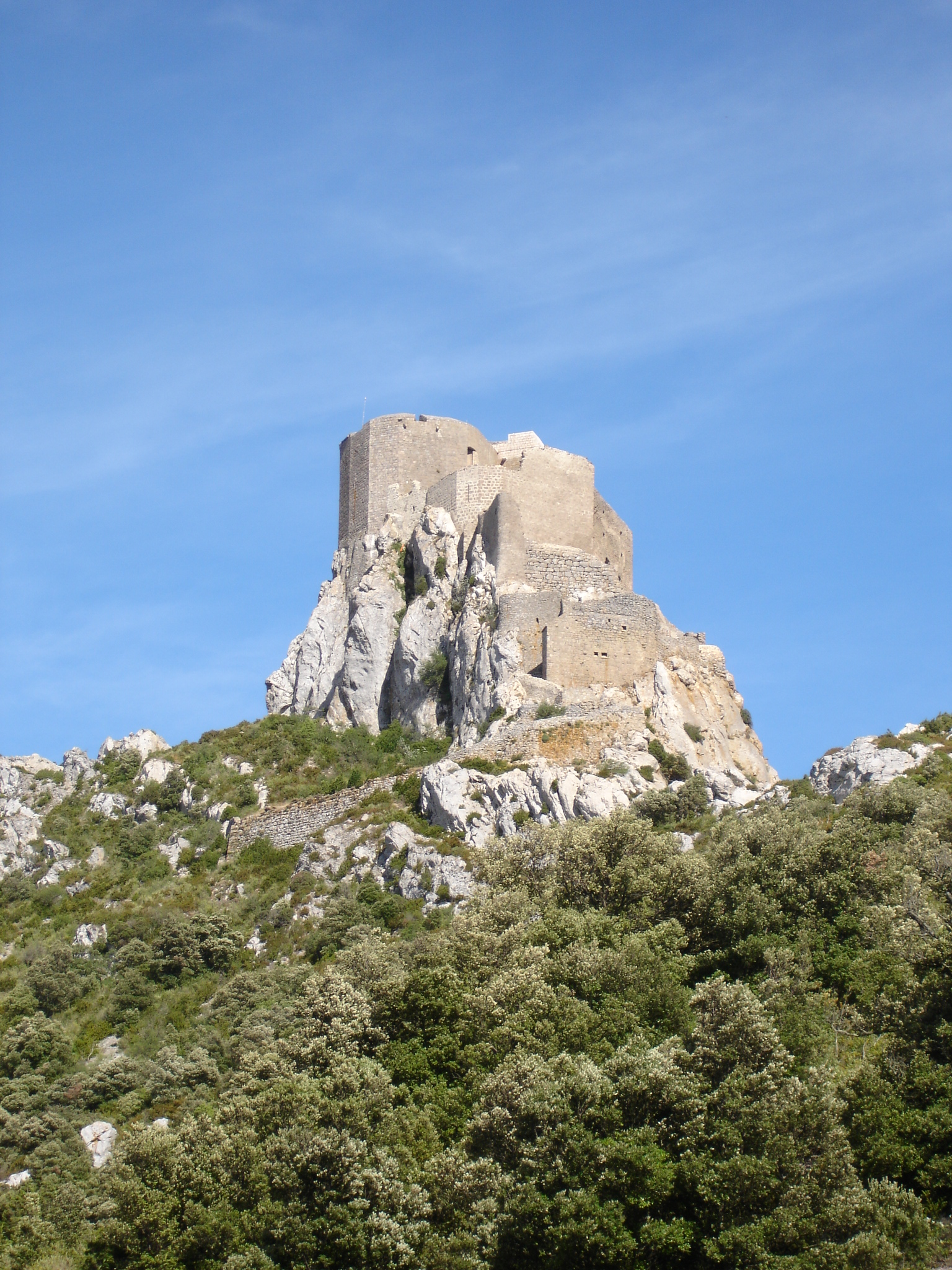
Vista general.

En 1258, el tratado de Corbeil fija la frontera entre Francia y Aragón al sur de las Corberes, cerca del castillo. Se convierte entonces en una plaza fuerte importante para el dispositivo defensivo francés con mando en Carcasona. Es uno de los «cinco hijos de Carcasona»: Quéribus, Aguilar, Perapertusa, Puillorenç y Termes.
El castillo es confiado a un castellano designado por el senescal de Carcasona. El primero es Nicolás de Navarra designado en 1259. Durante los siglos siglos XIII y XIV, los reyes de Francia reconstruyen y refuerzan la estructura defensiva del castillo. En 1473, la fortaleza es asediada y cae presa por las tropas del rey de Aragón, que la devuelve por el Tratado de Perpiñán. Finalmente, en 1659, el castillo pierde su interés estratégico en el momento de la firma del Tratado de los Pirineos que fija definitivamente la frontera franco-española. De todos modos, se mantiene una guarnición durante diversos decenios.
Durante la segunda mitad del siglo XVIII, capitanes-gobernadores son designados por el rey para reemplazar a los castellanos. Tienen la responsabilidad del castillo, pero sin residir en él. El lugar se va degradando poco a poco y pasa a ser refugio de numerosos bandidos.
Abandonado en la Revolución francesa, la fortaleza se continúa deteriorando hasta su clasificación de Monumento histórico de Francia en 1907. La región que lo envuelve, sobre todo el Grau de Maury y el pueblo de Cucugnan, constituye un lugar protegido desde el 1943.

### La restauración
En 1951, los primeros trabajos de renovación permiten consolidar el torreón y renovar su aspecto general. Durante los años 70, se realizan numerosos pequeños trabajos para consolidar ciertas partes del castillo. Pero es entre los años 1998 y 2002 cuando se emprende la restauración completa del castillo con numerosos esfuerzos para condicionar el lugar y suavizar el acceso al castillo para el público. Así, el techo del torreón se acondiciona como una gran terraza para acoger a los visitantes.

## Arquitectura

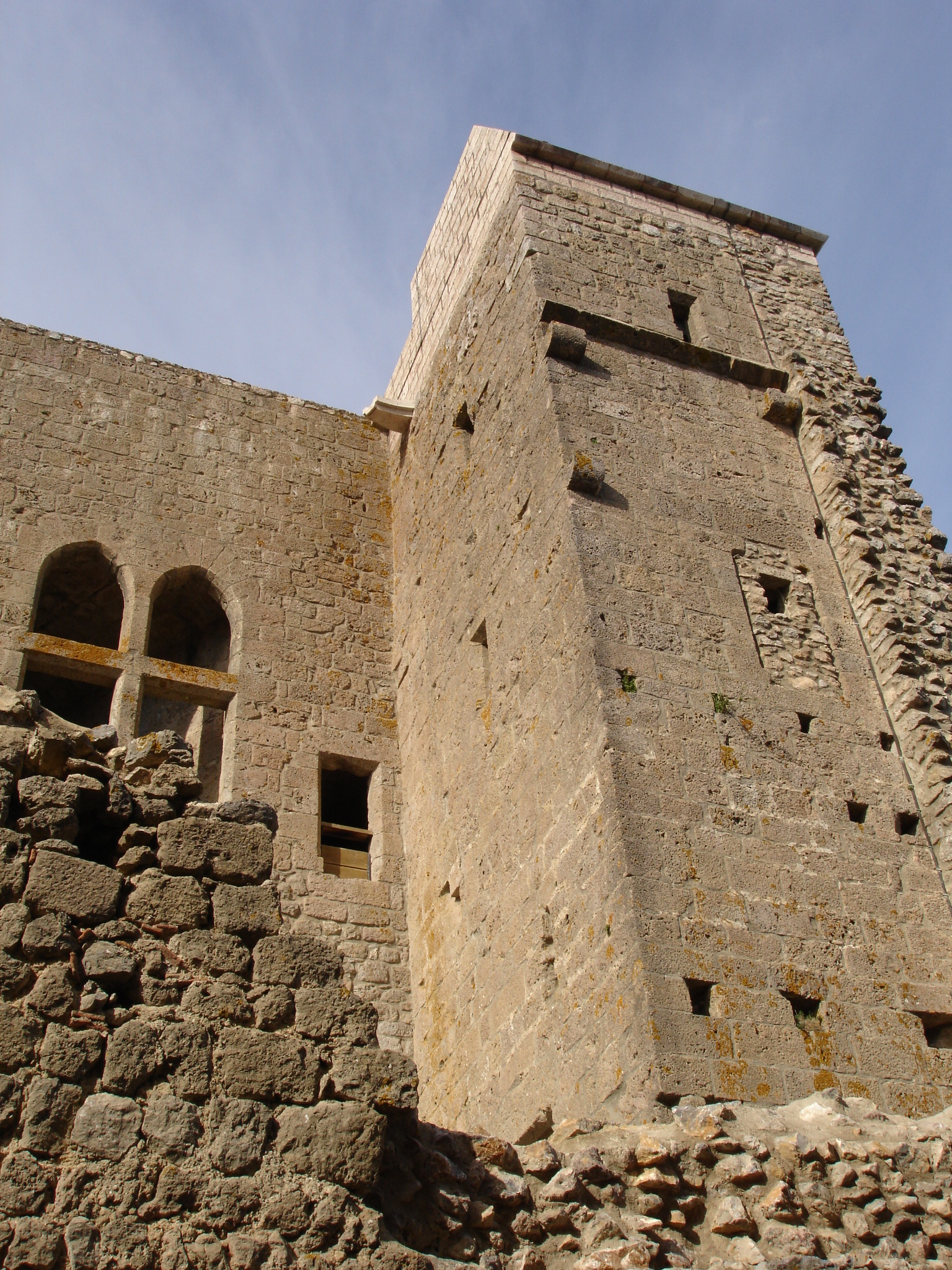
Torre del homenaje.

### Las estructuras defensivas
El castillo está constituido por tres recintos superpuestos en la cima del acantilado. Aseguraban la protección del castillo gracias a diversos sistemas de defensa: finas aspilleras que utilizaban los ballesteros, oberturas para los cañones o troneras para las armas de fuego de más recorrido. Cuatro siglos de evoluciones del arte defensivo están representadas.
Diversos sistemas de defensa de las puertas están presentes: foso y murallas. Caminos de ronda y casamatas aseguran la vigilancia de los puntos vulnerables. De quince a veinte hombres eran suficientes para defender la fortaleza. De todas maneras no podía asegurar la supervivencia de los soldados muchos días, si nos fijamos en el tamaño de la cisterna y del conjunto de los edificios.

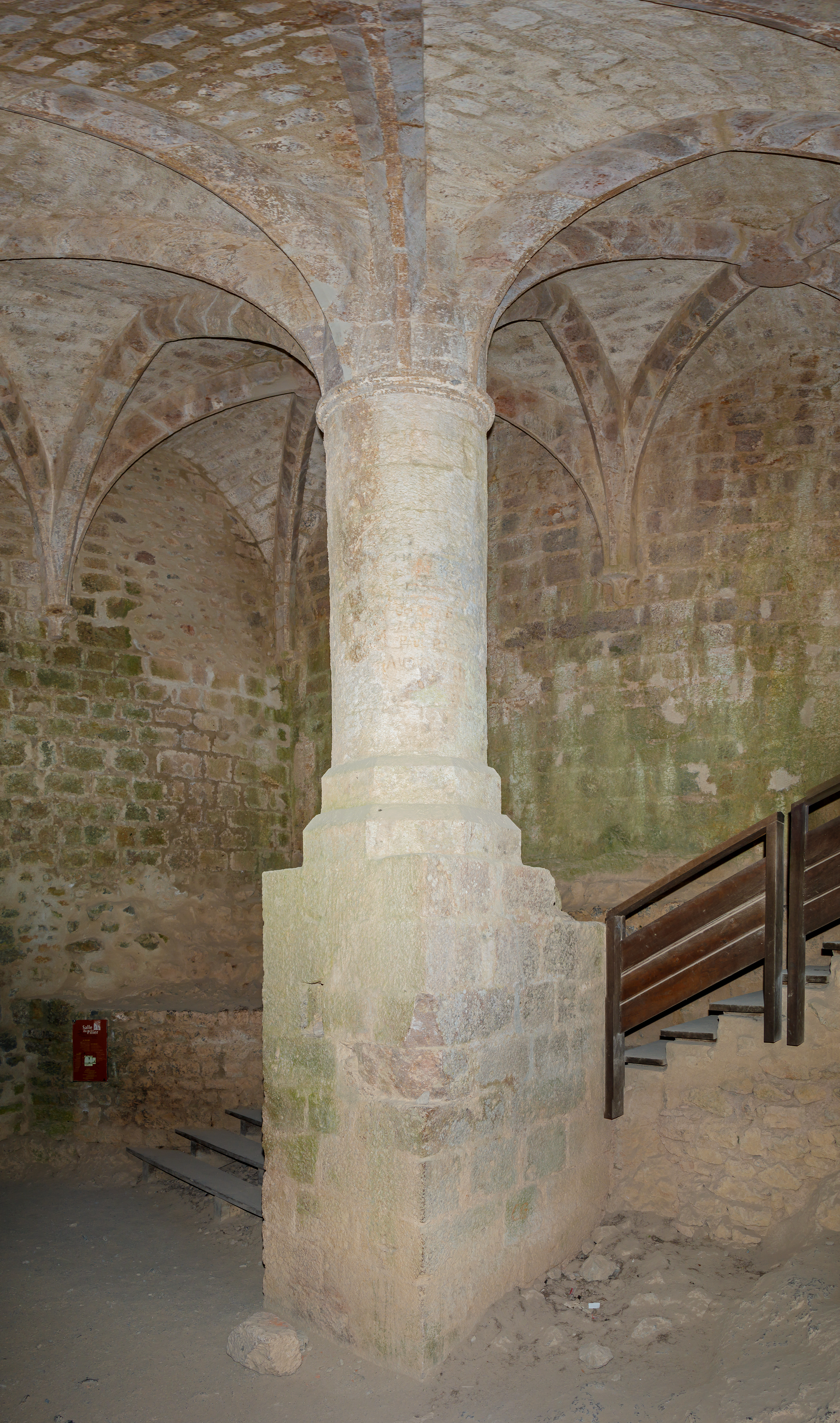
La bóveda de la sala gótica del torreón.

### Los edificios y el torreón
El resto de la fortaleza está constituida por el cuerpo principal, la sala de almacén, las cisternas y por un torreón. El torreón es una torre poligonal situada en el tercer recinto, el más alto del acantilado.
Construido en diversas ocasiones, los muros del torreón han sido reforzados y el espesor de los muros alcanza varios metros. La geometría poligonal de la estructura permite reducir los efectos devastadores de los proyectiles. En el interior, la sala gótica contiene dos habitaciones (la bodega y la sala principal) y está iluminada por una imponente ventana. El interior sorprendente de esta estructura es muy diferente del aspecto masivo de la torre. En efecto, la sala contiene los restos de una chimenea sobre el muro oeste. Un imponente y magnífico pilar retiene la bóveda nervada de cuatro cruzados de ojivas, en forma de palmera. El fondo del pilar es de tipo piramidal y sostenía el suelo que separaba la sala principal de la bodega.
La cima de la torre del homenaje tiene una terraza accesible por una escalera de caracol situada en una torre rectangular juntada con el torreón. Desde este sitio se abre un panorama sobre los Pirineos, el mar Mediterráneo y las viñas de las Corberes. 

Vista desde la cima.

- Datos: Q667763
- Multimedia: Château de Quéribus / Q667763